# Avenue Lénine (Pierrefitte-sur-Seine)
Pour les articles homonymes, voir Avenue Lénine.
L'avenue Lénine est un des axes importants de Pierrefitte-sur-Seine. Elle suit le tracé de la route départementale 931.

## Situation et accès

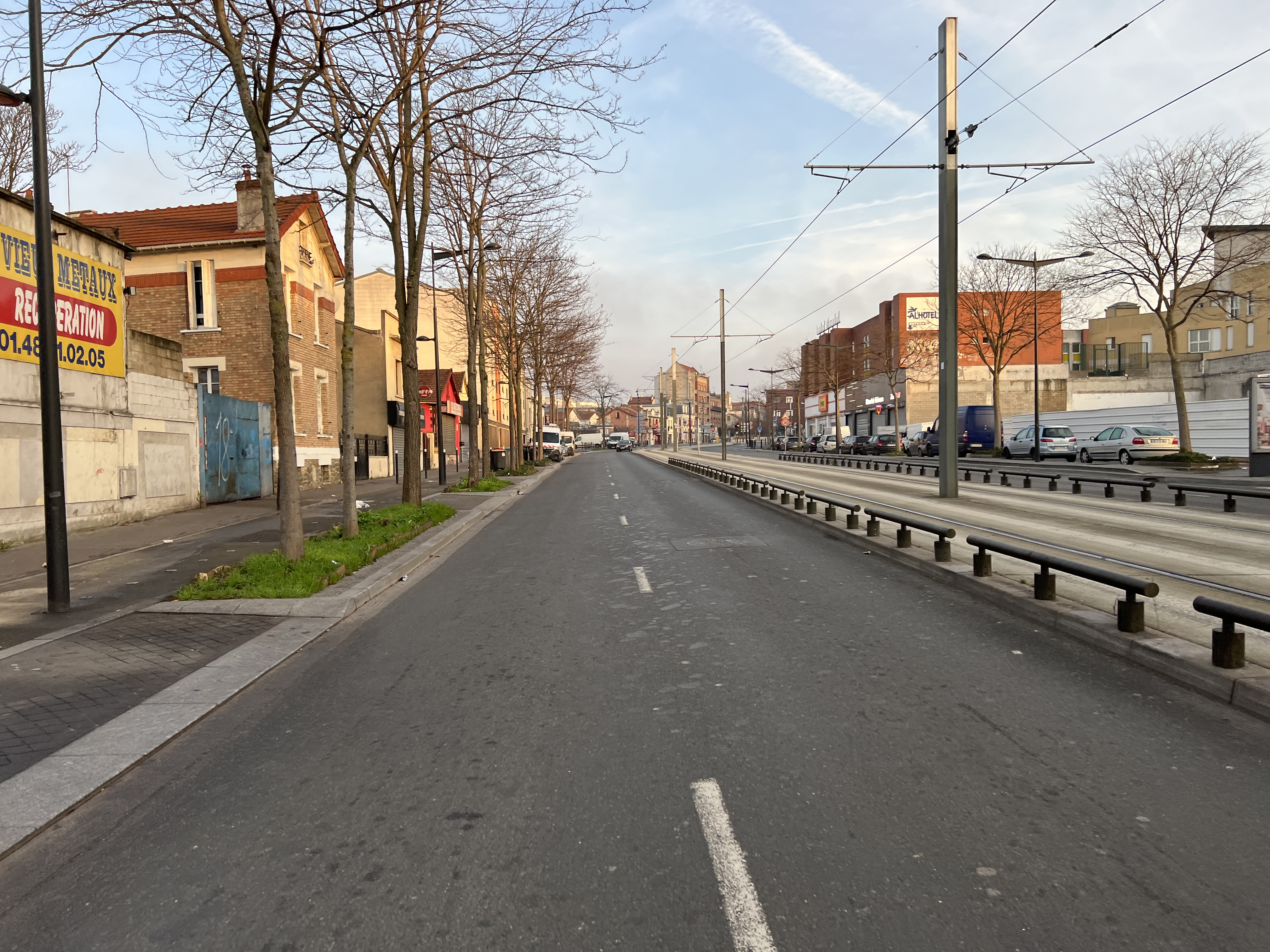
L'avenue Lénine en janvier 2022.

L'avenue commence au nord, au carrefour de l'avenue Gabriel-Péri (route départementale 25), de la rue de Paris et du boulevard Jean-Mermoz. Se dirigeant vers le sud, elle passe sous la ligne de Grande Ceinture, par un pont rénové dans les années 2000.
Elle rencontre la route départementale 28, au carrefour de la rue Jean-Allemane et de l'avenue Maurice-Utrillo, puis marque le début de la rue Jules-Vallès.
Elle passe ensuite le cimetière intercommunal des Joncherolles sur sa droite, et se termine avenue Elisée-Reclus, au franchissement de la ligne de Paris-Nord à Lille et la ligne D du RER d'Île-de-France sur le pont de Creil, dans le quartier du Petit Pierrefitte.
Son tracé correspond à la route départementale 931.
Elle est parcourue sur toute sa longueur par la ligne 5 du tramway d'Île-de-France.

## Origine du nom

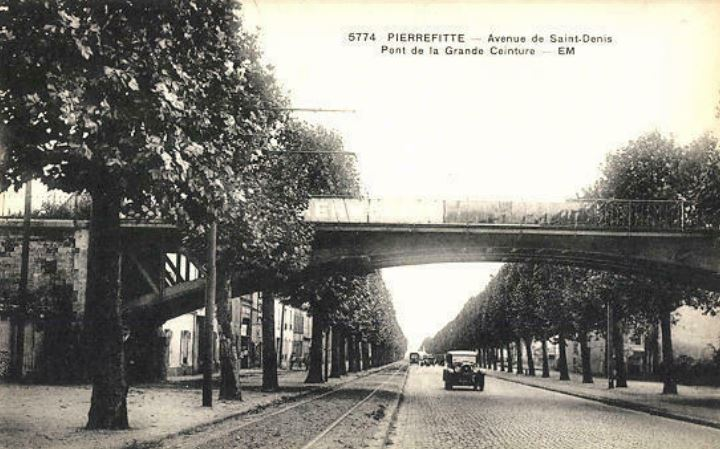
Le pont de la Grande Ceinture.

Elle rend hommage à Vladimir Ilitch Lénine (1870-1924), révolutionnaire communiste, théoricien politique et homme d'État russe.
De nombreuses municipalités de la ceinture rouge de Paris, d'obédience communiste, nommèrent ainsi de grands axes de circulation.

## Historique

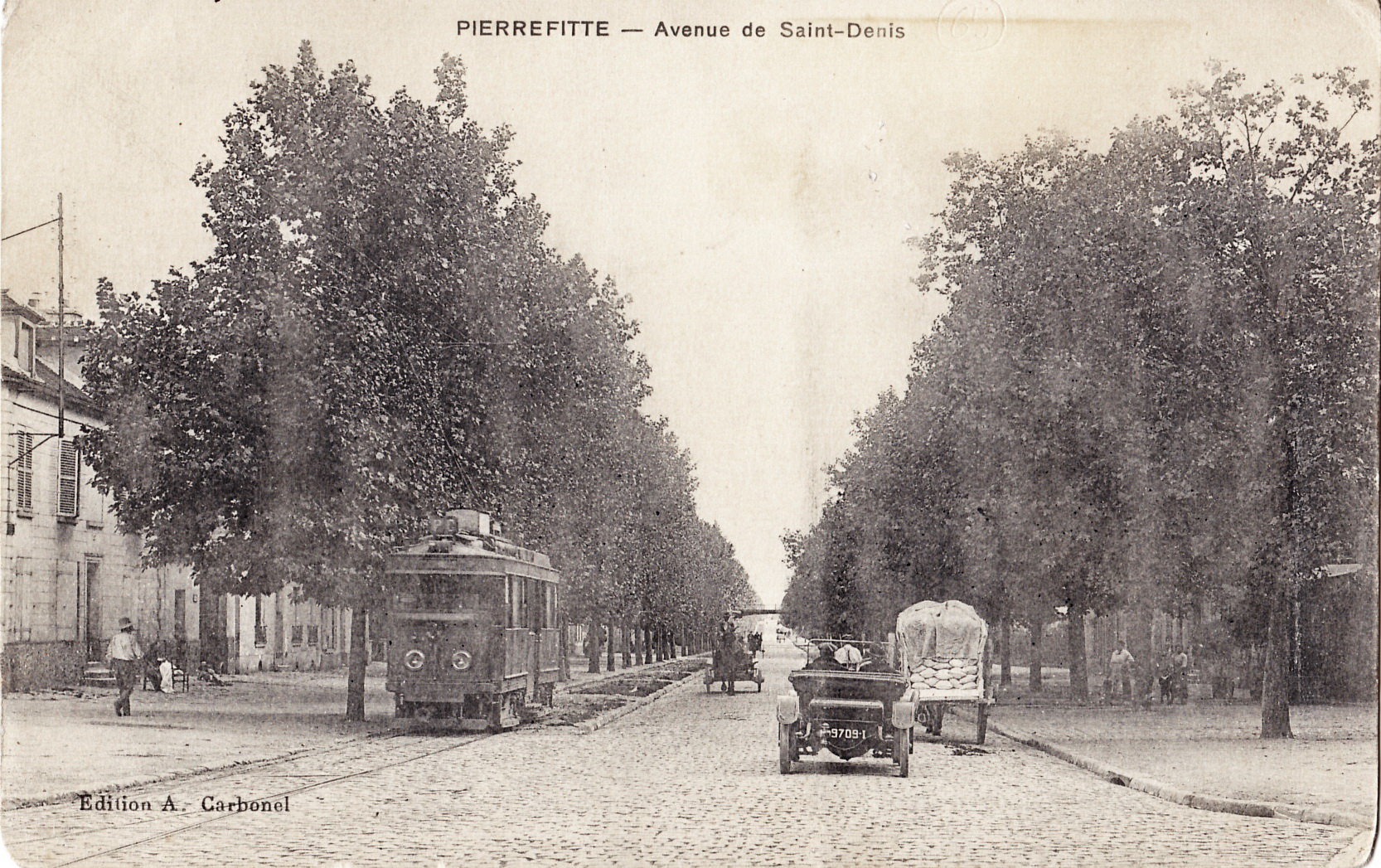
Un tramway sur l'avenue de Saint-Denis, au début du XXe siècle.

Le nom de l'ancienne « route de Saint-Denis », devenue par la suite « avenue de Saint-Denis », vient de l'importance de l'abbaye de Saint-Denis; l'axe de cette voie de communication est dirigée exactement vers le centre historique de Saint-Denis.
Elle est renommée « avenue Lénine » en 1962.
Dans les années 2020, en attente d'une mutation du quartier retardée par des problèmes d'expropriation, on assiste à une certaine paupérisation du quartier.

## Bâtiments remarquables et lieux de mémoire

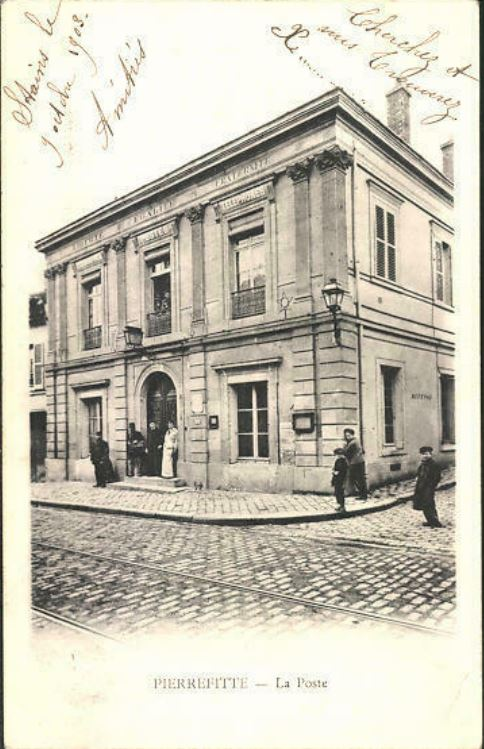
L'ancienne poste en 1903.

- Hôtel de ville de Pierrefitte-sur-Seine.
- Au no 9, emplacement de l'ancienne poste, équipée à la fin du XIXe siècle d'une cabine téléphonique. Le développement intense du courrier postal à cette époque entraîna aussi l'installation d'une boîte aux lettres au no 135[3].
- Cimetière intercommunal des Joncherolles, ouvert en 1977.
- Au numéro 135, la cité des Fauvettes, construite dans les années 1960[4]. Les autres bâtiments seront par la suite rénovés ou bien reconstruits[5].